# 冠ヶ岳
冠ヶ岳（かんむりがたけ）は、神奈川県足柄下郡箱根町にある標高1,409mの火山である。箱根火山の中央火口丘を構成する一峰。
約2,900年前に、神山の北西斜面で水蒸気爆発が発生し、大きな崩壊が起こった。その後、マグマが地表に達して形成されたのが冠ヶ岳溶岩ドームである。このドームの形成に伴って火砕流も発生させており、規模の大きいものは外輪山にある長尾峠を越えて静岡県側にも達している。この噴火で崩れた土砂は早川を堰き止め、芦ノ湖や仙石原を作りだした。

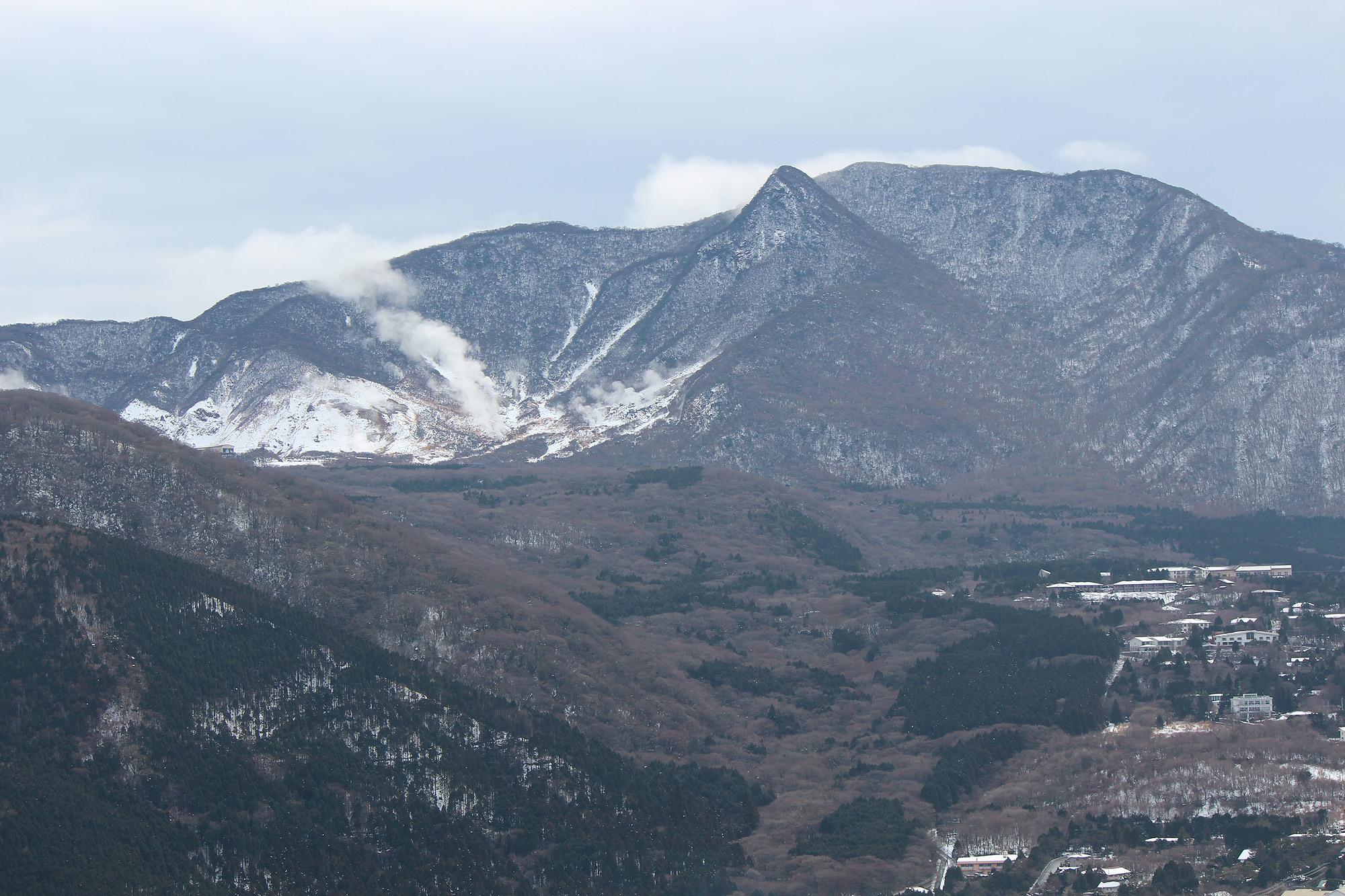
北西から（長尾峠から）見た冠ヶ岳と神山。噴気の出ているところが大涌谷

麓の大涌谷から見ると烏帽子の形に見える。

## 登山
北山頂は木々で覆われていて、展望はない。登山道は大涌谷駅、早雲山駅、箱根駒ヶ岳頂上駅から登る道がある。大涌谷からのコースは、火山ガス濃度が高い時に通行止となることがある。